# Teddy Scholten

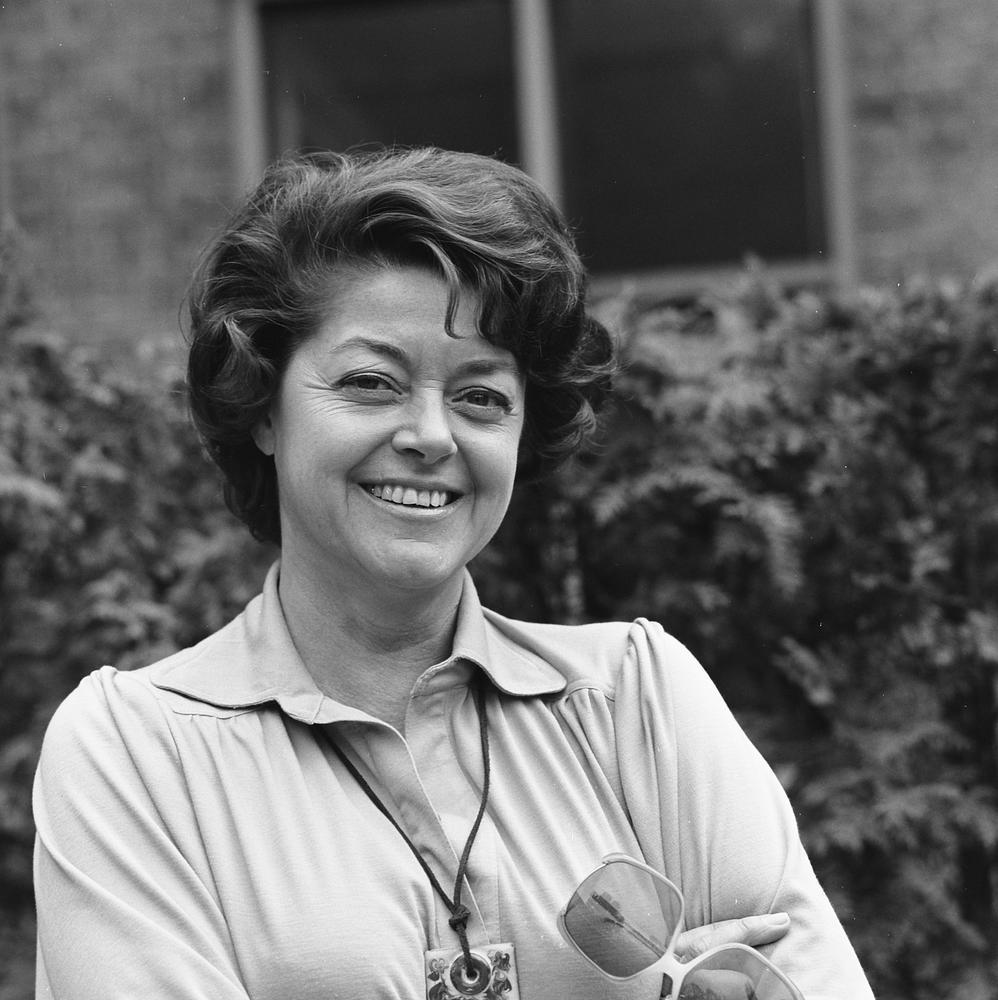
Teddy Scholten (1978)

Teddy Scholten-van Zwieteren (11 de Maio de 1926 - 8 de abril de 2010) foi uma cantora neerlandesa, conhecida por ter vencido o Festival Eurovisão da Canção em 1959 com a canção "Een beetje" ("Um pequeno pedaço"), composta por Dick Schallies e letra de Willy van Hemert.

## Biografia
Teddy van Zwieteren era filha de um dramaturgo e diretor amador, que fundou a associação teatral de Haia 'Odia'. Ele a inspirou a começar a atuar também. Após sua educação secundária no Roman Catholic Girls Lyceum em Haia (agora International College Edith Stein ), ela desempenhou um pequeno papel em um show de Toon Hermans.
Em 27 de março de 1944 ela conheceu o cantor Henk Scholten, que na época se apresentava em duo com Albert Van't Zelfde sob o nome Scholten & Van't Zelfde. Eles ficaram noivos em 1945 e se casaram em 22 de agosto de 1947.
Henk Scholten morreu em 17 de junho de 1983 em Rijswijk. Vinte e sete anos após a morte de seu marido, ela também morreu em Rijswijk aos 83 anos. Em 12 de abril de 2010, ela foi cremada em particular.

## Carreira
Teddy Scholten se apresentou no programa de rádio De variegated terça-feira à noite trem do AVRO com músicas escritas por Henk Scholten.
Em 1950, foi convidada pela empresa Coca-Cola para se apresentar em um show nos Estados Unidos. Ela foi uma das primeiras artistas pop holandesas a se apresentar no país.
De 1955 a 1960, ela apareceu como “atriz convidada” no programa de televisão De Snip e Snap Revue da AVRO.
Em 1959 ela foi convidada pelo NTS para participar do National Song Contest de 1959. Lá ela cantou duas músicas, The Rain e 'n Bit. Com o segundo, uma composição de Dick Schallies para um texto de Willy van Hemert (maestro Dolf van der Linden ), Scholten finalmente conquistou o primeiro lugar no Festival Eurovisão da Canção de 1959 em Cannes.
Durante o Festival Eurovisão da Canção de 1959 em Cannes, ela mais uma vez ganhou. Com 21 pontos, ela ficou em primeiro lugar. A música vencedora, que foi gravada em duas versões em holandês, alcançou um quarto lugar nas paradas de vendas holandesas. Teddy Scholten também lançou a música em alemão ("Sei ehrlich"), francês ("Un p'tit peu"), sueco ("Om våren") e italiano ("Un poco").  Esta última versão alcançou o 13º lugar nas listas italianas.
Depois de participar da competição, Teddy Scholten gravou vários outros álbuns, principalmente com versões cover de canções infantis conhecidas.

## Discografia

### Álbuns
- 1948 - De gelukkige prins (met Henk Scholten) - 78 toeren plaat in boek - BOVEMA / TPL SS3
- 1960 - Peter En De Wolf - 10"-lp - PHILIPS - 610 122 VR
- 1962 - Klein Klein Kleutertje - 47 Vrolijke Kinderliedjes (met Henk & Renée Scholten) - 10"-lp - PHILIPS - P 600 343 R
- 1965 - 'k Heb M'n Wagen Volgeladen (met Henk & Renée Scholten) - 12"-lp - PHILIPS - P 12961 L
- 1966 - En We Zingen ... En We Springen ... En We Zijn Zo Blij ... - Alle Bekende Sinterklaasliedjes: Zing Ze Mee Met (met Henk & Renée Scholten) - 12"-lp - PHILIPS - P 12995 L
- 1967 - Klein Klein Kleutertje (met Henk & Renée Scholten) - 12"-lp - FONTANA - 626 297 QL

### Ep's
- 1956 - Kabouter Domoor, Deel 1 / Kabouter Domoor, Deel 2 (met Henk Scholten) - 7"-ep - COLUMBIA - SEGH 2
- 1959 - 'n Beetje + Zing, Kleine Vogel (Sing, Little Birdie) / Oui, Oui, Oui + Li Per Li - 7"-ep - PHILIPS - PE 422 366
- 1961 - Klein Klein Kleutertje - 2 (met Henk & Renée Scholten) - 7"-ep - PHILIPS - 411 612 NE
- 1961 - Zie Ginds Komt De Stoomboot (met Henk & Renée Scholten) - 7"-ep - PHILIPS - 411 619 NE
- 1961 - Klein Klein Kleutertje (met Henk & Renée Scholten) - 7"-ep - PHILIPS - 422 579 NE
- 1961 - Peter Cuyper Wals / Grolsch' Mambo / Samba - 7"-ep - GROLSCH - 106 776 E
- 1962 - Een Zaterdagavondakkoorden Medley (met Henk Scholten) - 7"-ep - PHILIPS - PE 433 109

1. ↑  https://esctoday.com/15510/teddy_scholten_83_died/
2. ↑  https://eurovision.tv/story/teddy-scholten-netherlands-1959-died-at-age-83
3. ↑  https://www.delpher.nl/nl/kranten/view?coll=ddd&identifier=ddd:011026798:mpeg21:p003
4. ↑  http://www.diggiloo.net/?nl